# 格莱美奖最佳新人
格莱美奖最佳新人（The Grammy Award for Best New Artist）是格莱美奖中颁发给前一年内获得突出成就的乐坛新人的奖项，于1959年第2届格莱美奖开始设立，除1967年外每年颁发。格莱美奖是美国音乐界的最大奖项，由美国国家录音艺术科学学院负责颁发，奖项由学院的专业人士投票评选。“最佳新人”与“年度制作”、“年度专辑”、“年度歌曲”一同被视为格莱美奖四个最重要的“一般类”奖项，格莱美奖对“新人”的认定规则多次变化，目前由专门的评审委员会来判定候选歌手是否是“新人”。奖项设立时，每届提名5位歌手或团体，自2019年第61届格莱美奖起增加至8位。
自奖项创立开始至2015年已有54位歌手或团体获此殊荣，其中包括24位独唱女歌手，11位独唱男歌手和19个团体或组合。1997年至2003年的7年间，获奖歌手全部是独唱女歌手，而自1992年马克·科恩获奖之后连续14年未有独唱男歌手获奖，直至2006年约翰传奇获奖才结束这一趋势。历史上全部的获奖者中有11位歌手来自美国之外的国家，1984年更是首次出现所有提名歌手均来自美国以外的国家（文化俱乐部、舞韵合唱团和Musical Youth来自英格兰，大乡野合唱团来自苏格兰，而无帽子乐队来自加拿大）。

## 获奖者列表

1965年获奖者披头士乐队（左上约翰·列侬、右上保罗·麦卡特尼、左下乔治·哈里森、右下林格·斯塔）

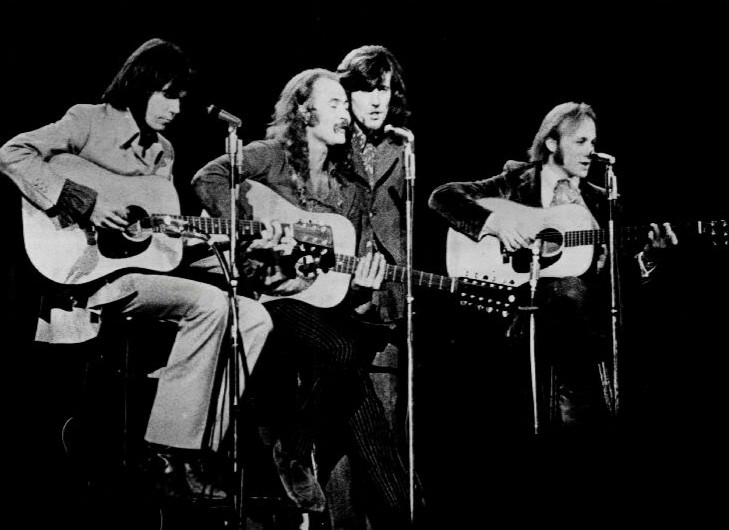
1970年获奖者克羅斯比、史提爾斯與納許

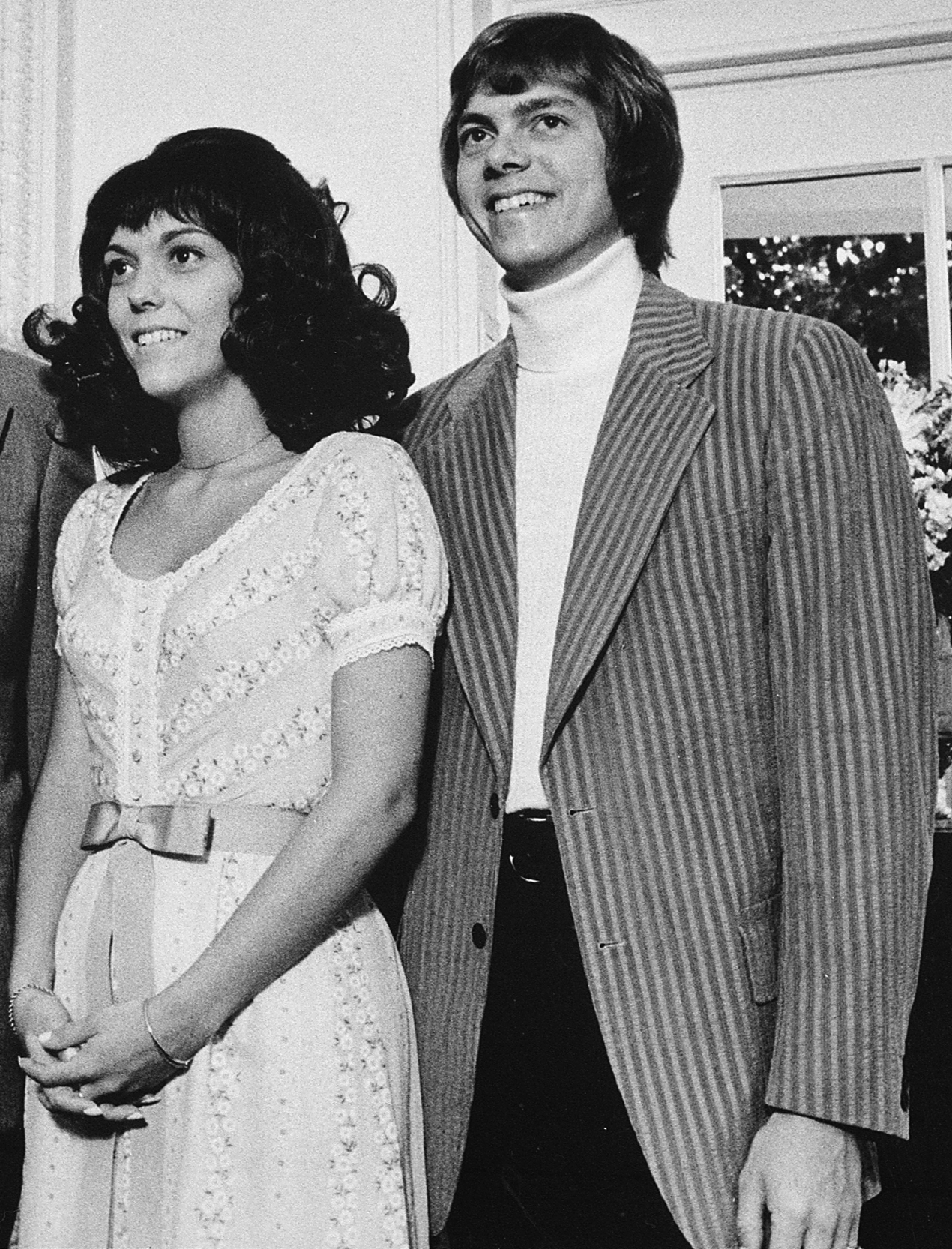
1971年获奖者卡彭特乐队（左为卡伦·卡彭特，右为理查德·卡彭特）

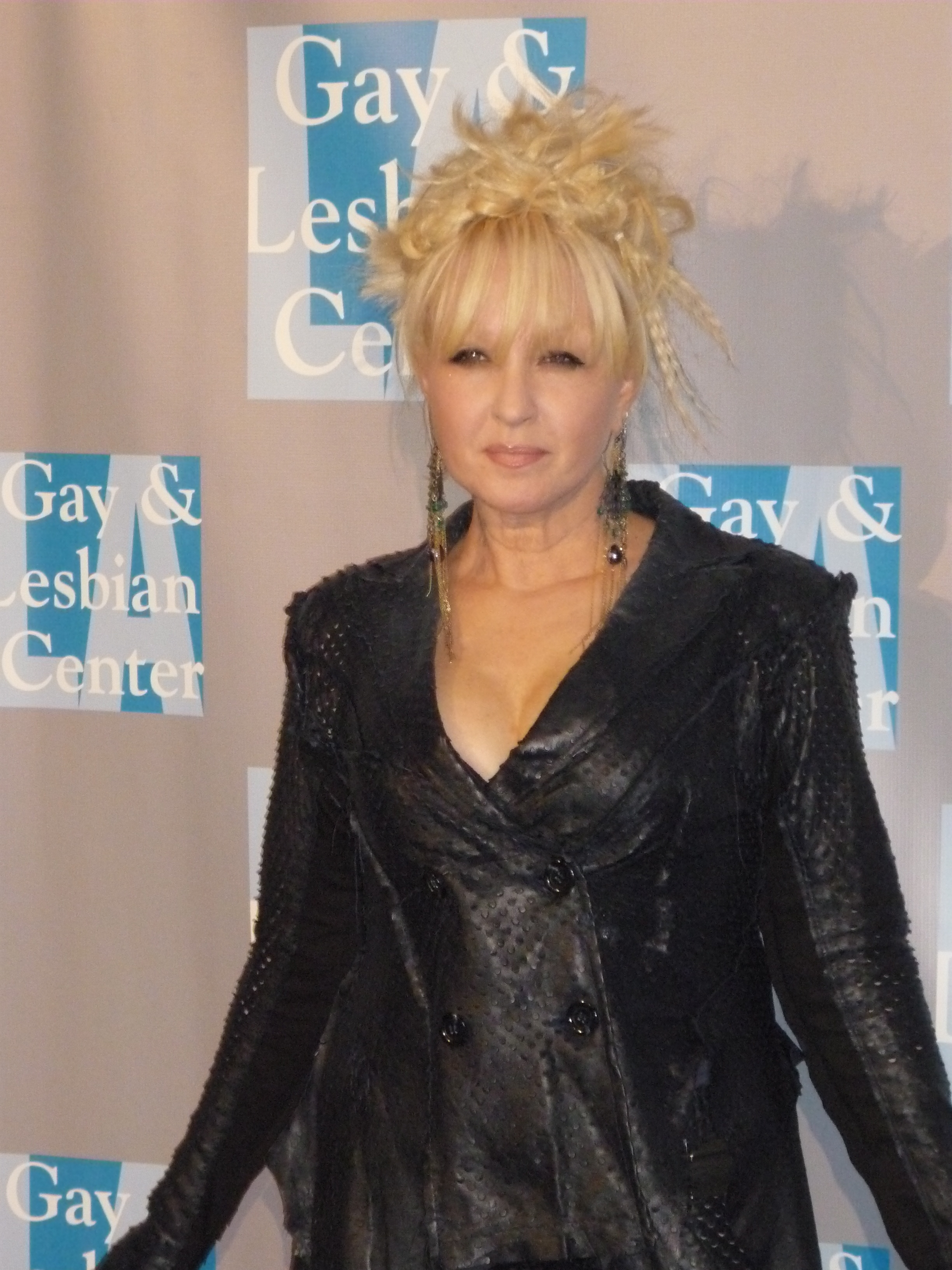
1985年获奖者辛蒂·罗波

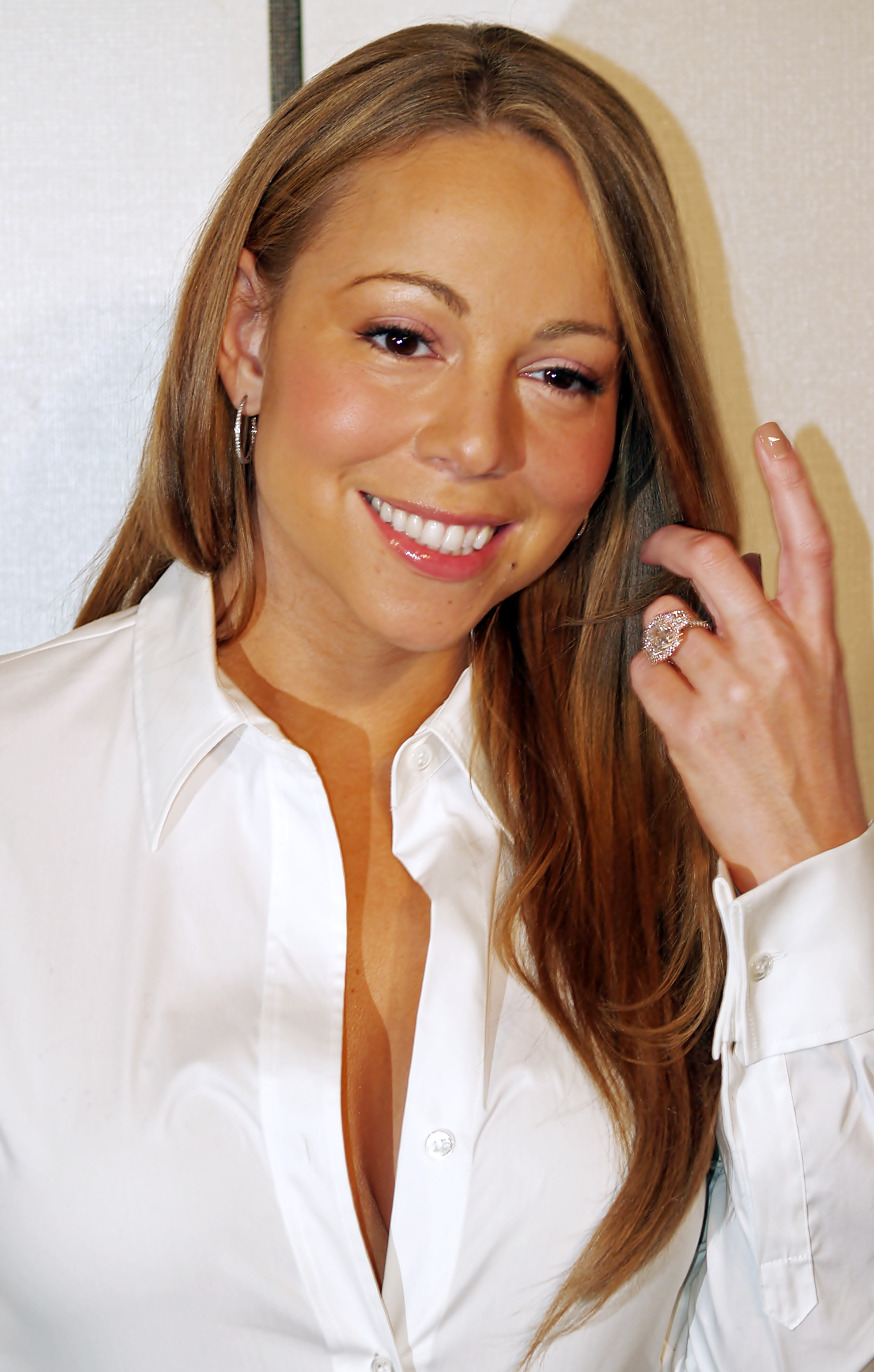
1991年获奖者玛丽亚·凯莉

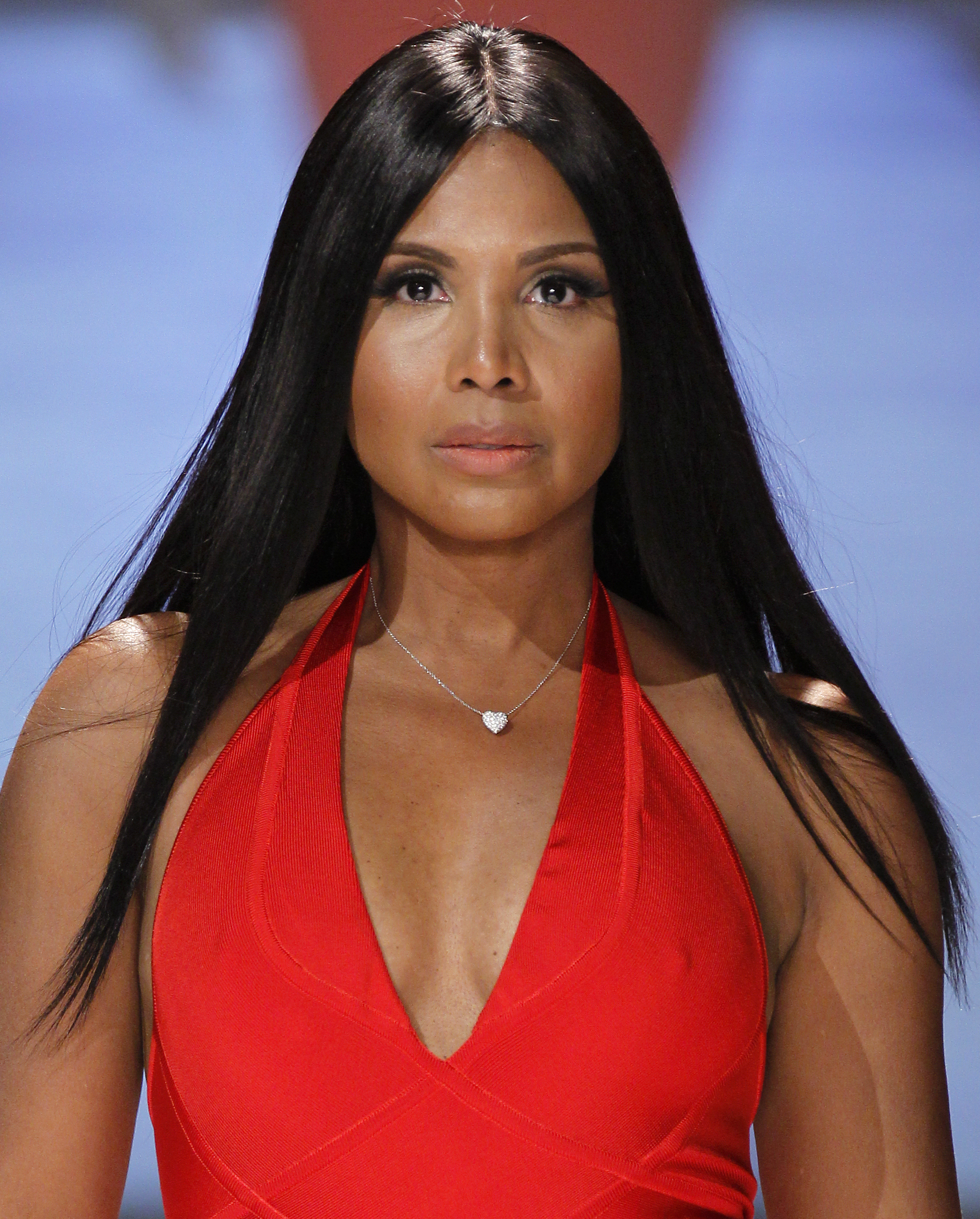
1994年获奖者唐妮·布蕾斯顿

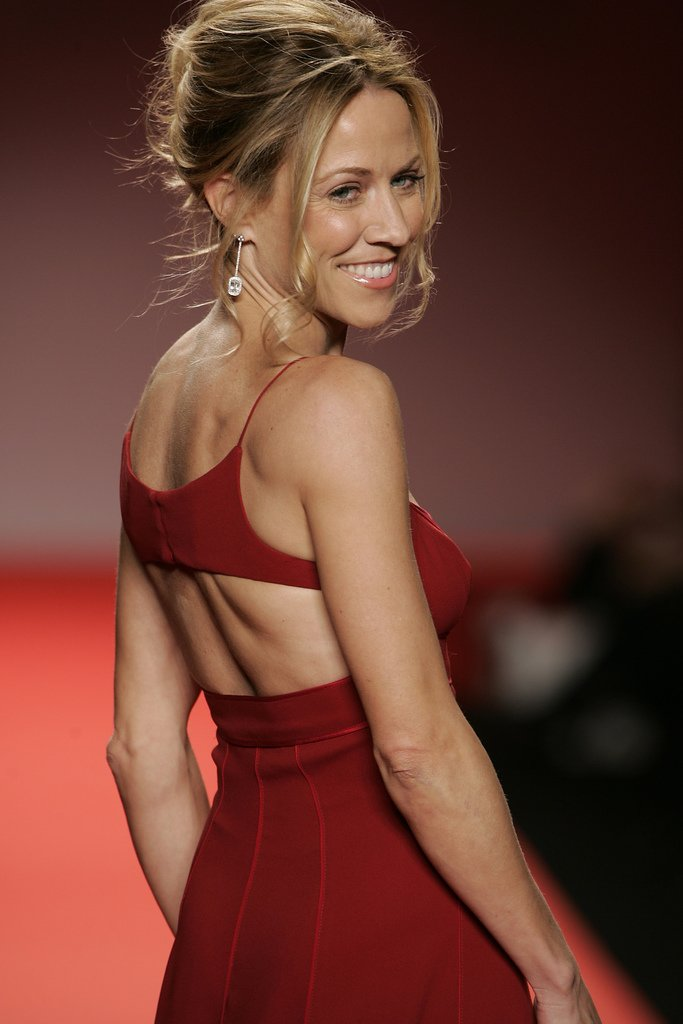
1995年获奖者雪瑞兒·可洛

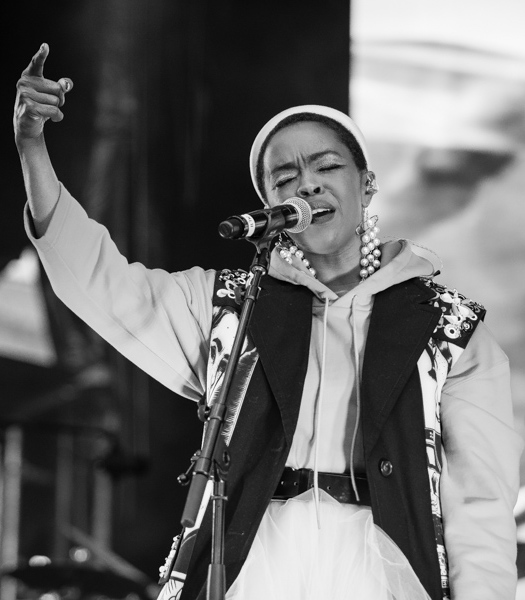
1999年获奖者勞琳·希爾

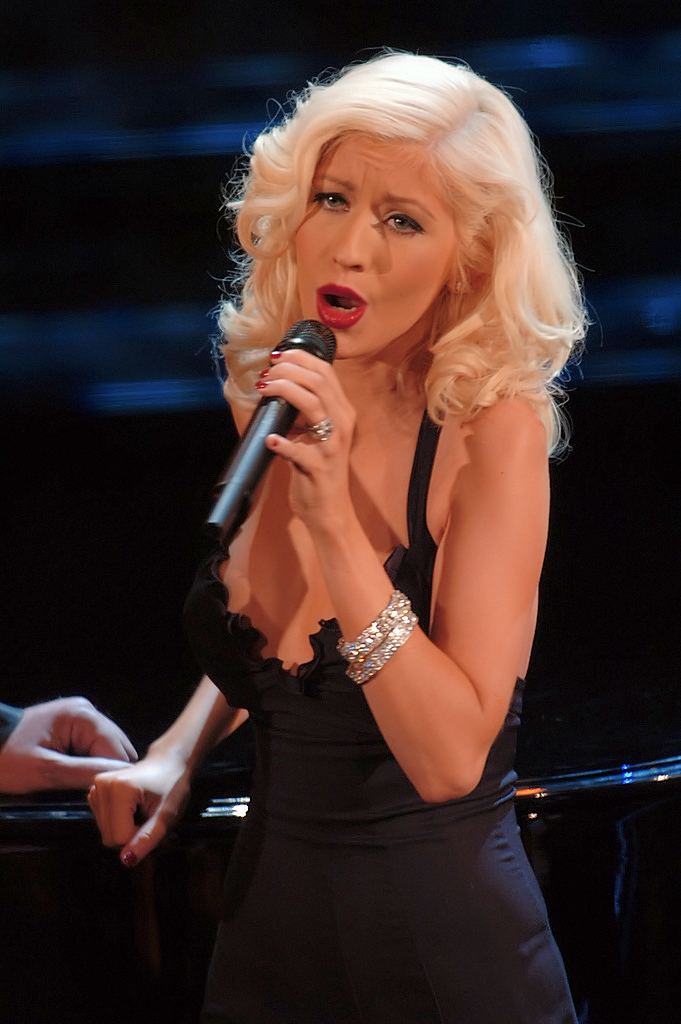
2000年获奖者克里斯蒂娜·阿奎莱拉

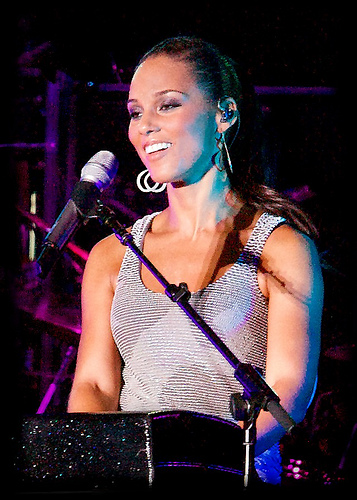
2002年获奖者艾莉西亚·凯斯

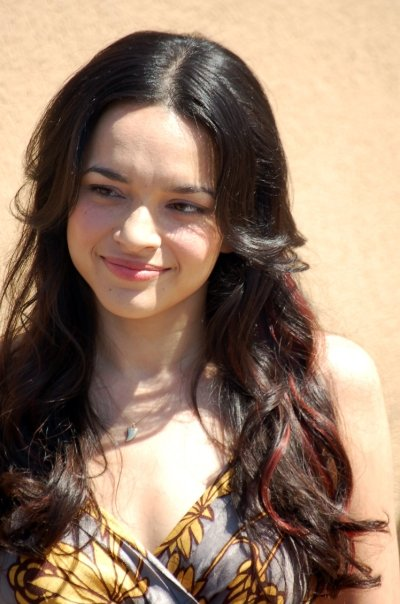
2003年获奖者诺拉·琼斯

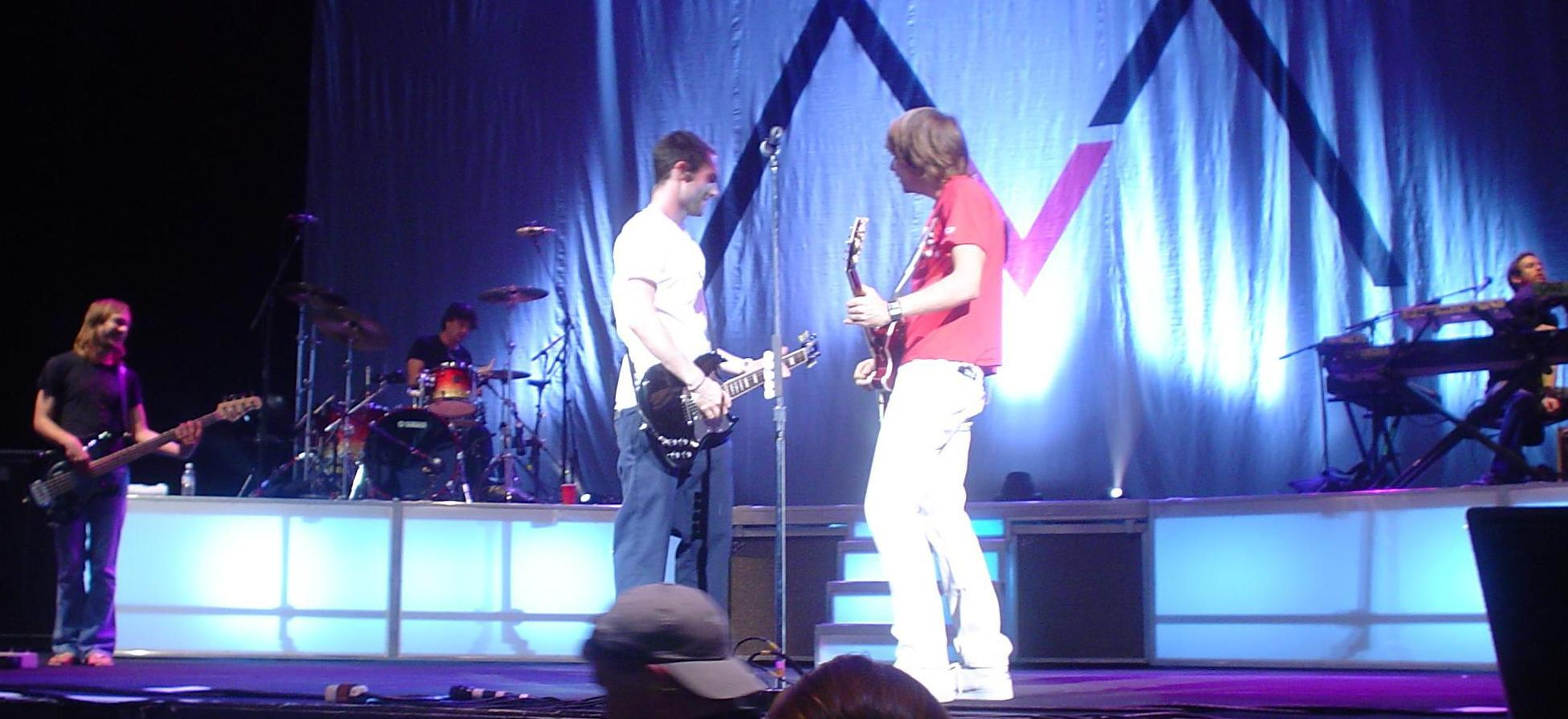
2005年获奖者魔力紅

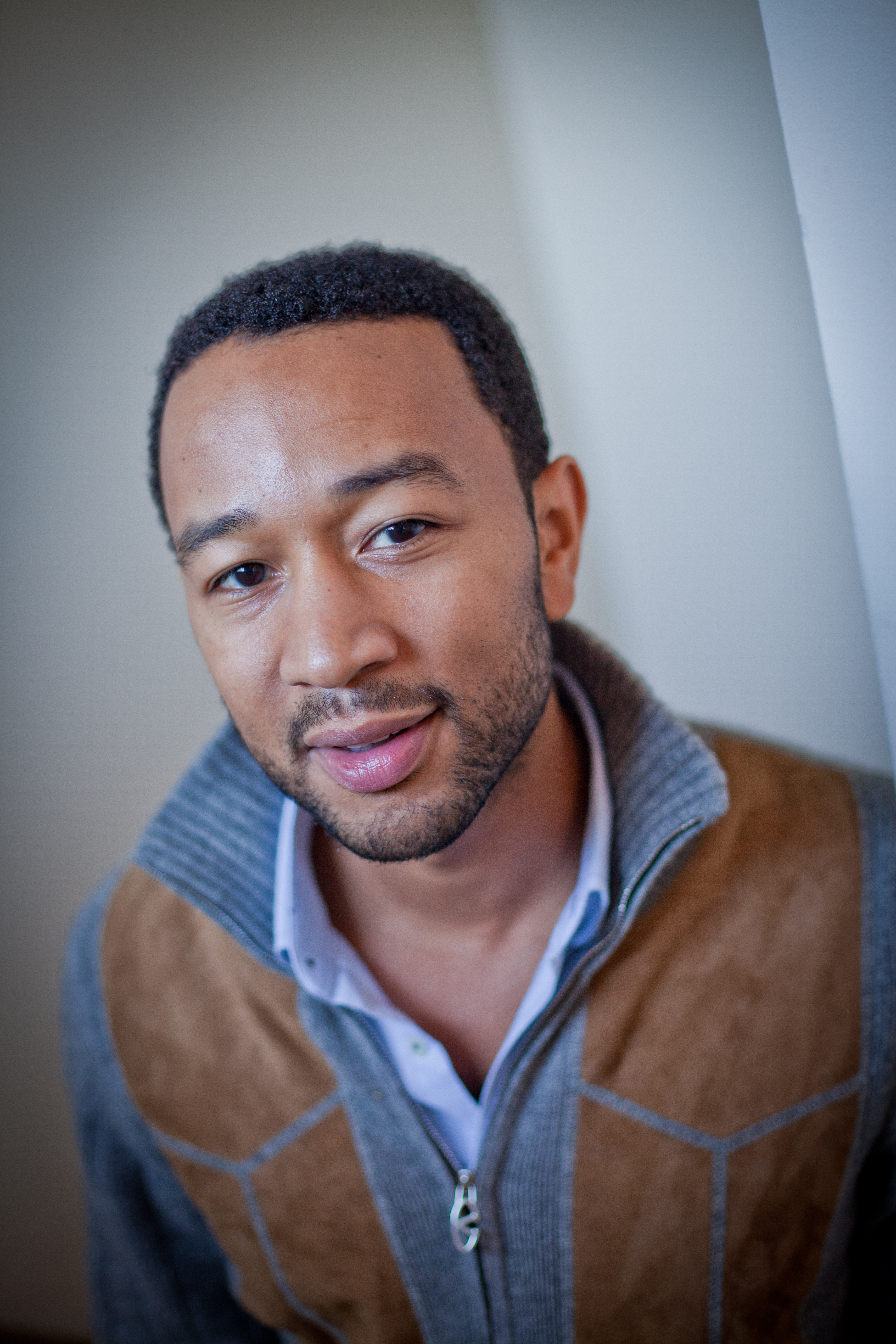
2006年获奖者约翰传奇

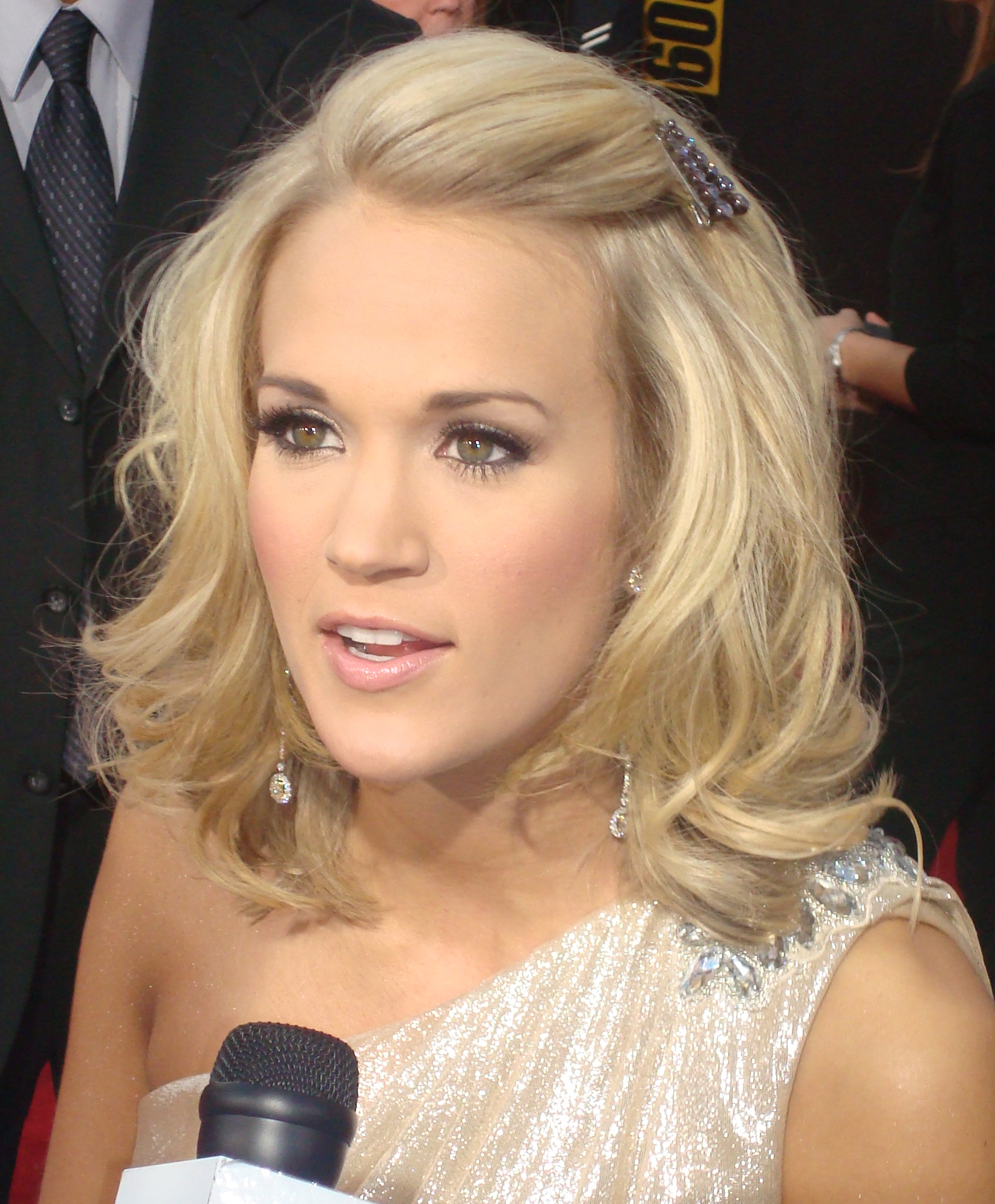
2007年获奖者凯莉·安德伍德

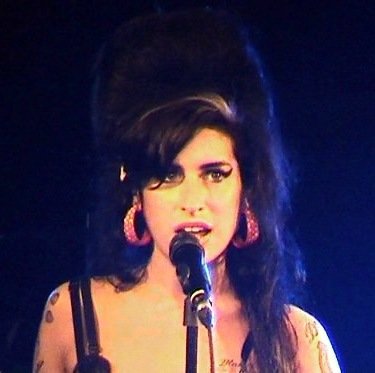
2008年获奖者艾米·怀恩豪斯

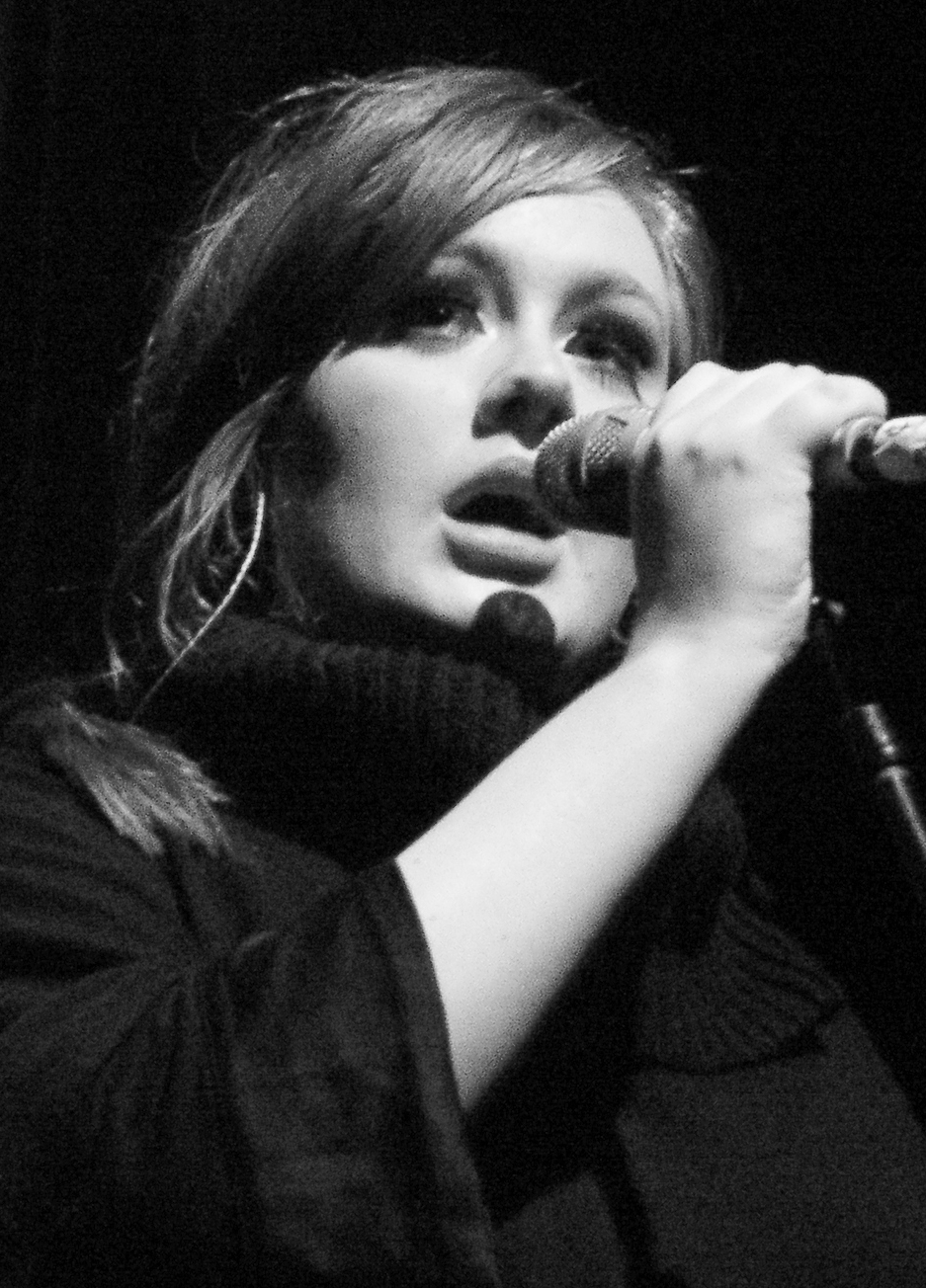
2009年获奖者愛黛兒

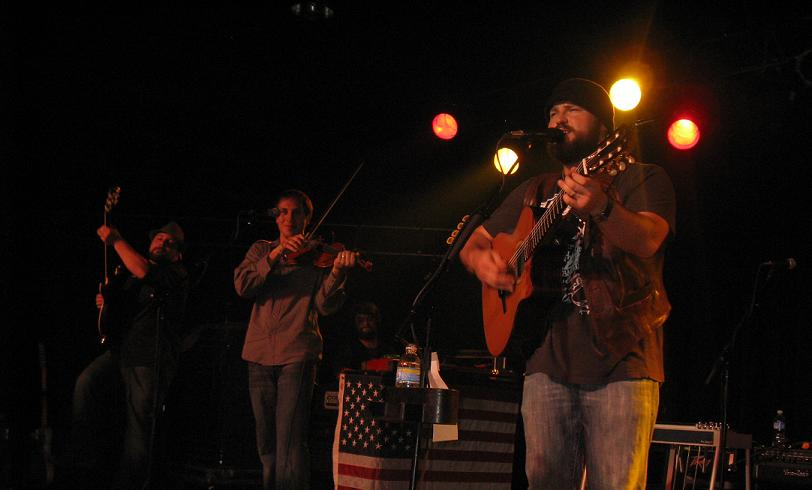
2010年获奖者柴克·布朗樂團

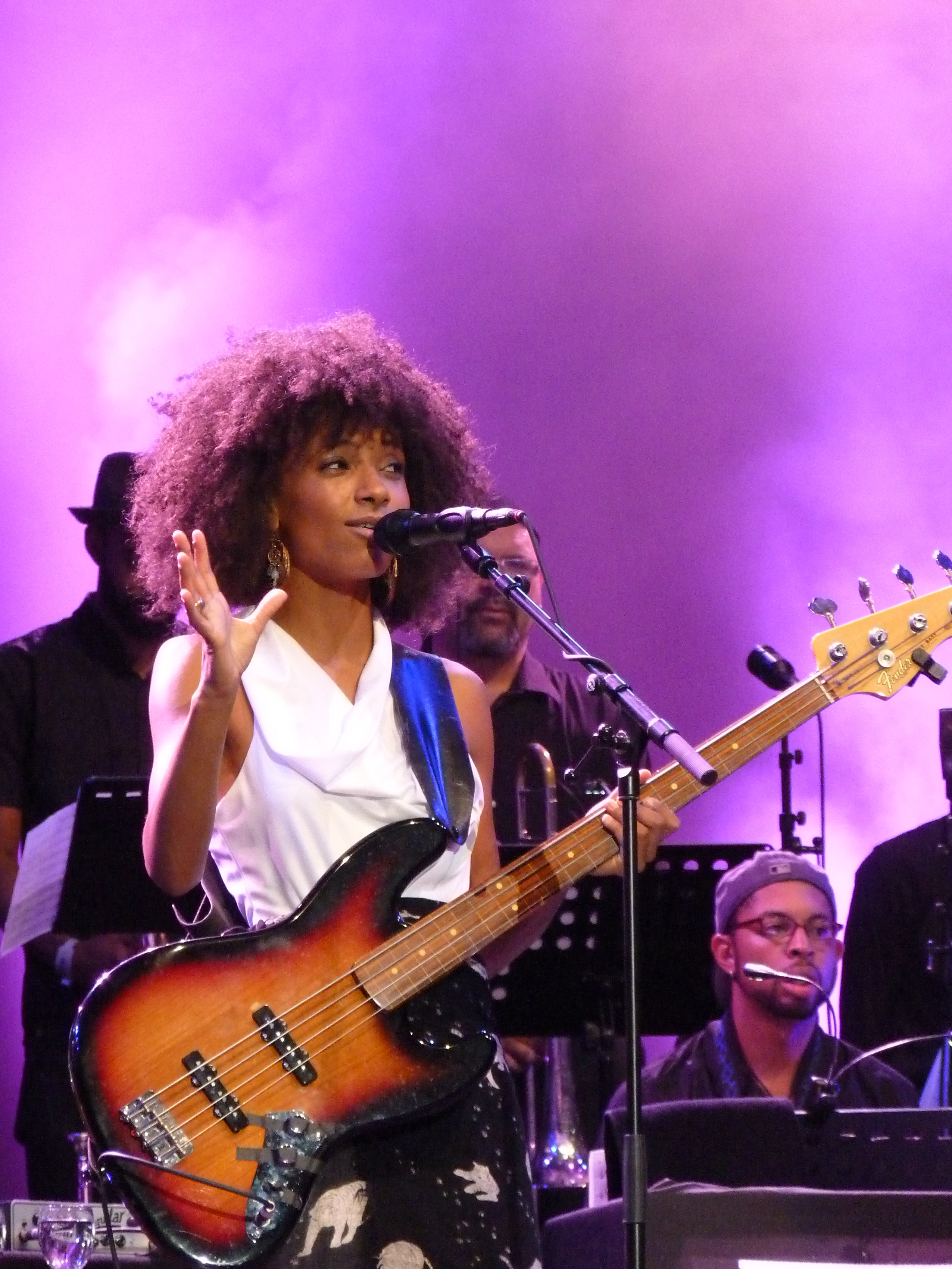
2011年获奖者愛絲佩藍薩·斯伯汀

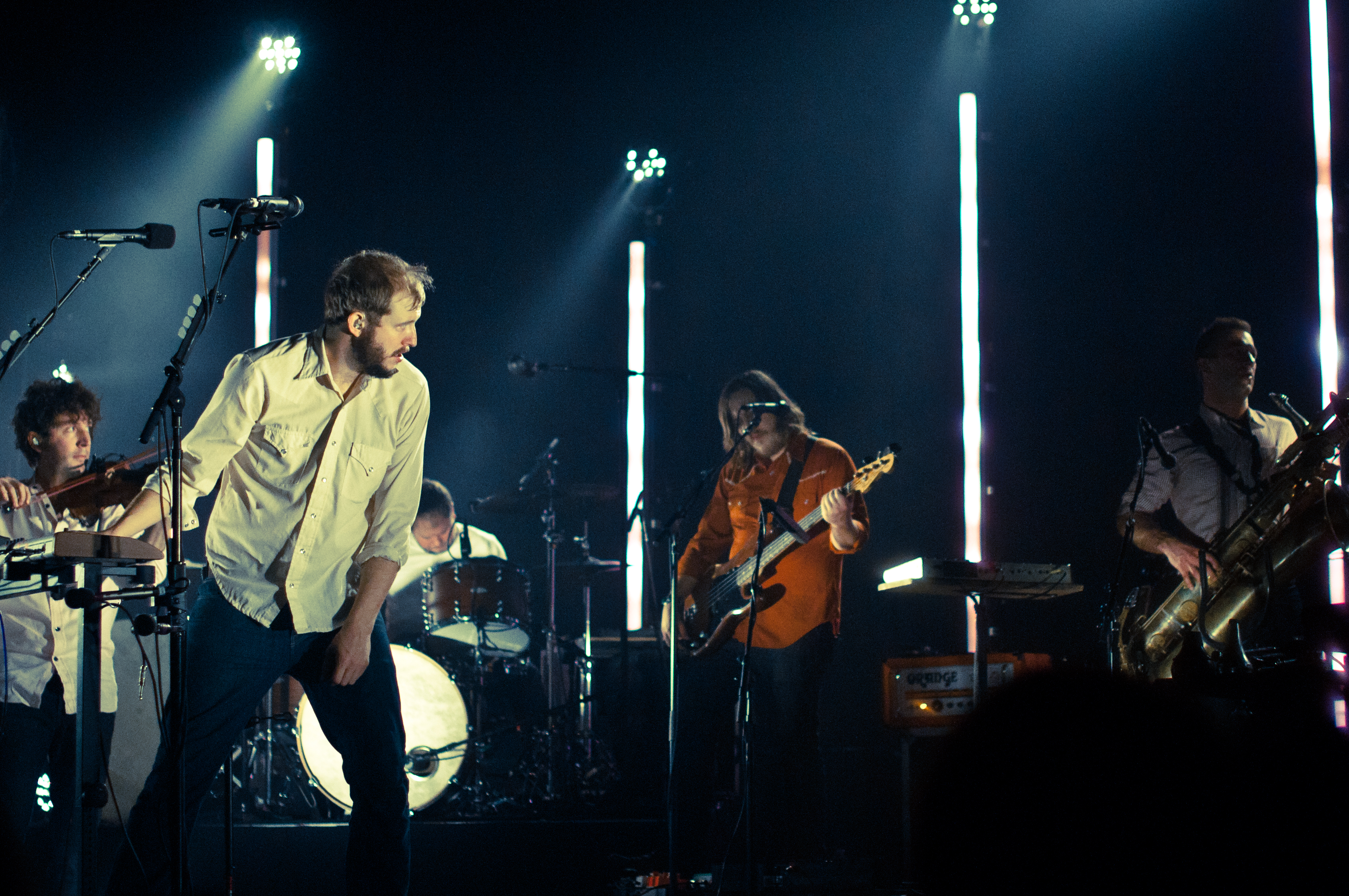
2012年获奖者美好冬季樂團

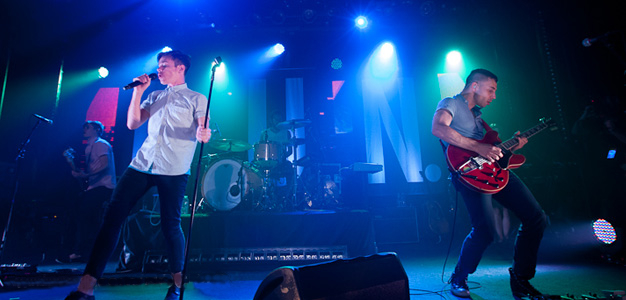
2013年获奖者歡樂.樂團

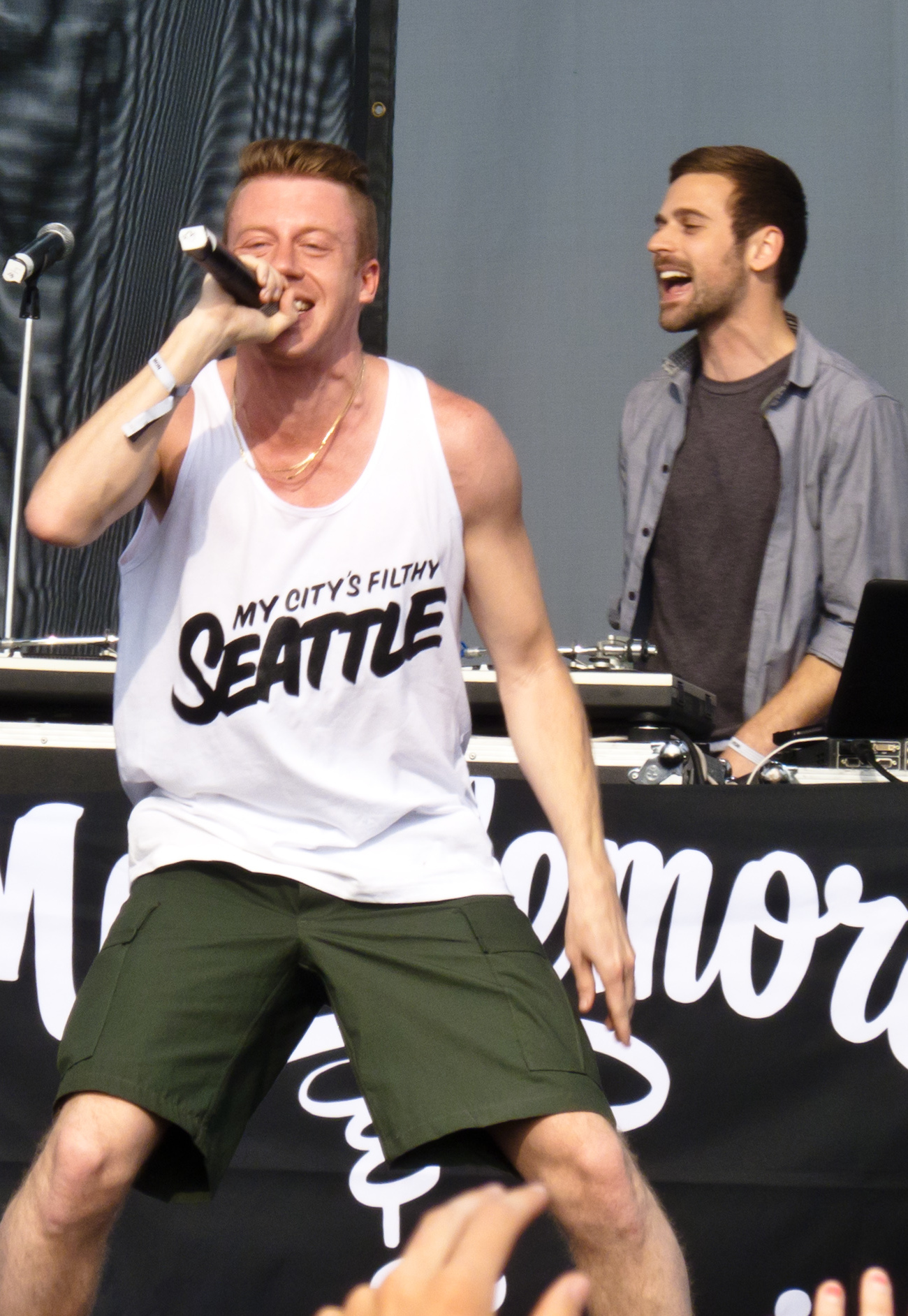
2014年获奖者，双人組合“麥可莫与萊恩·路易斯”（左为麥可莫，右为萊恩·路易斯）

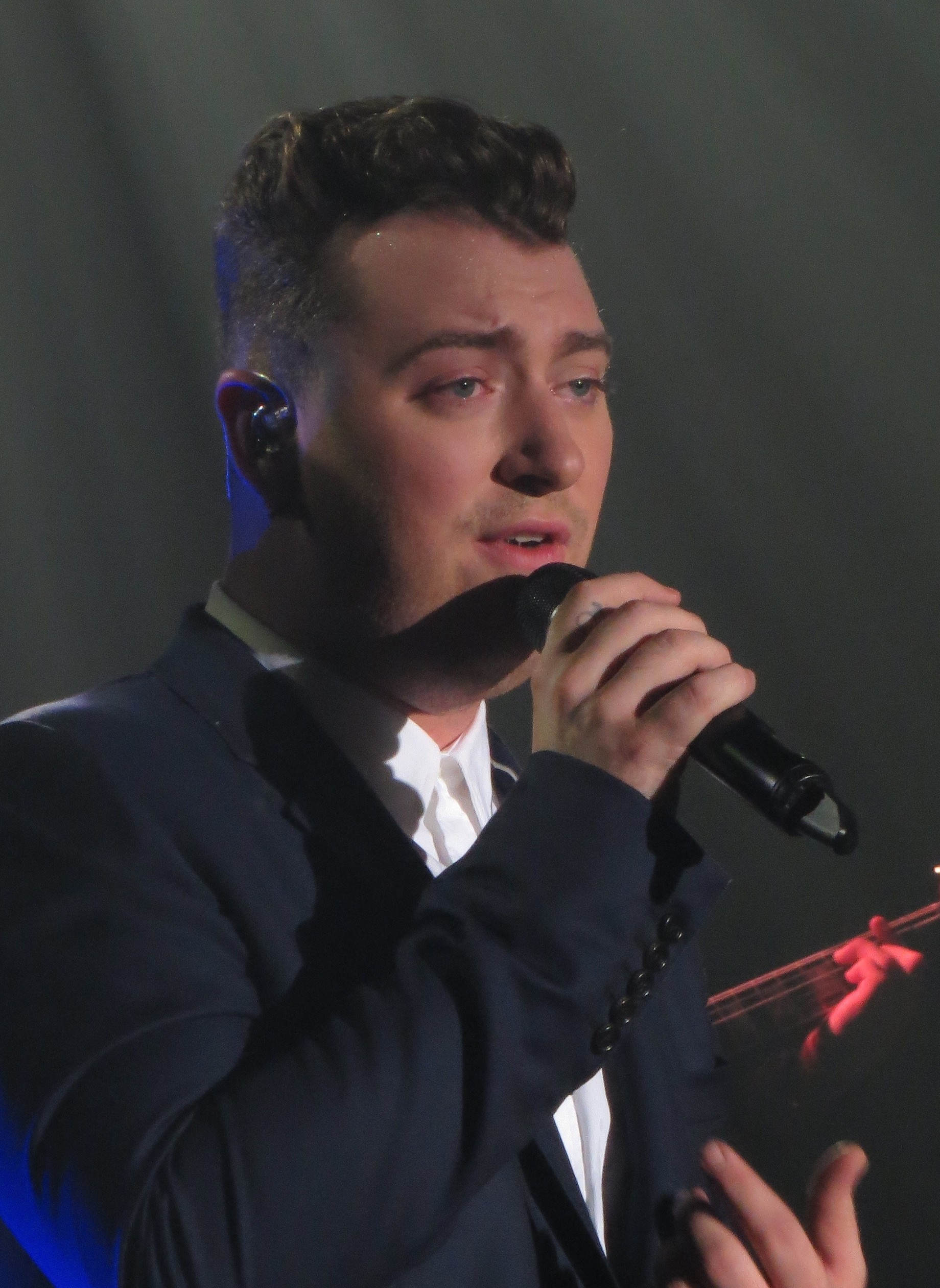
2015年获奖者山姆·史密斯

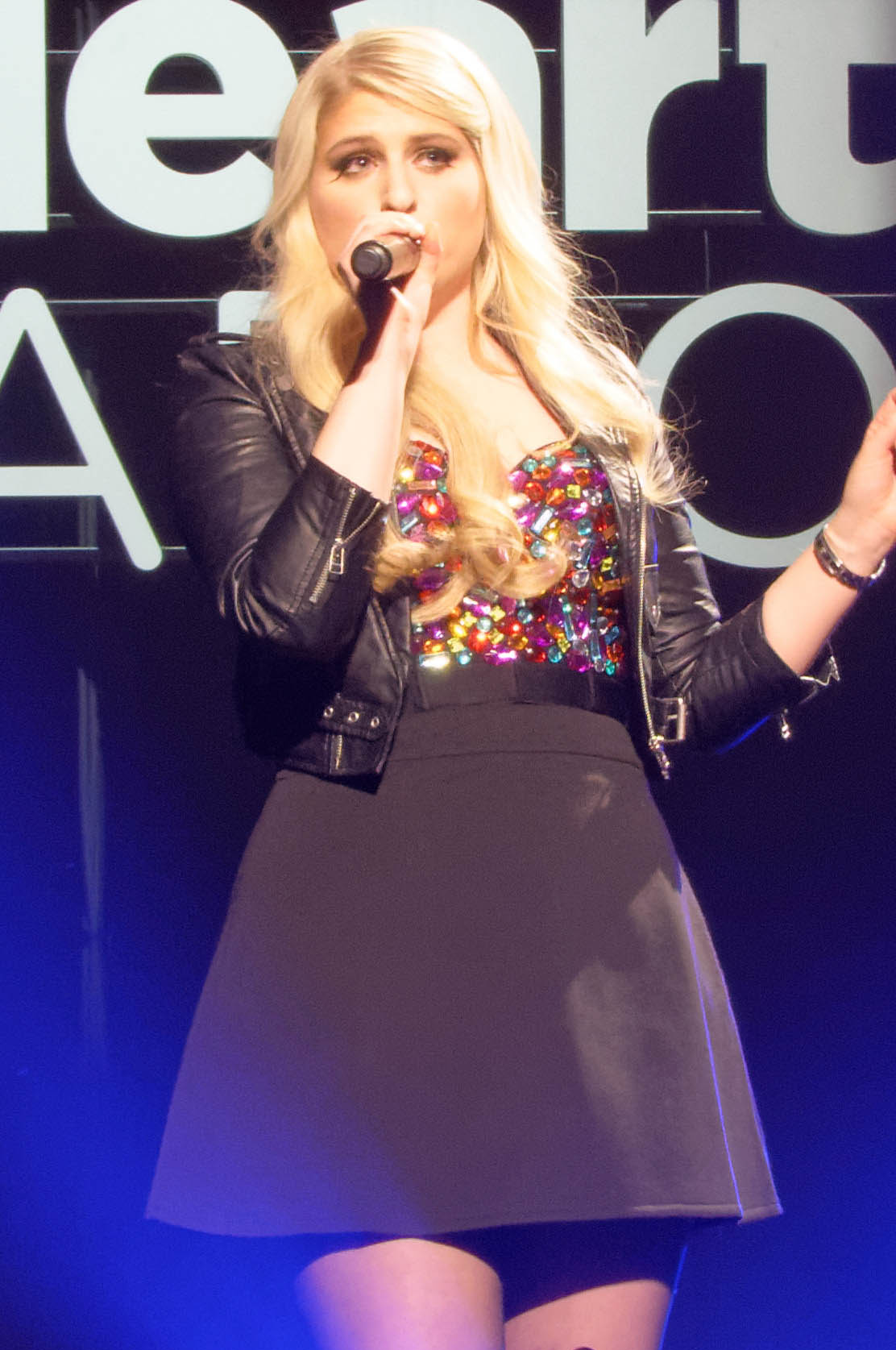
2016年获奖者梅根·崔娜

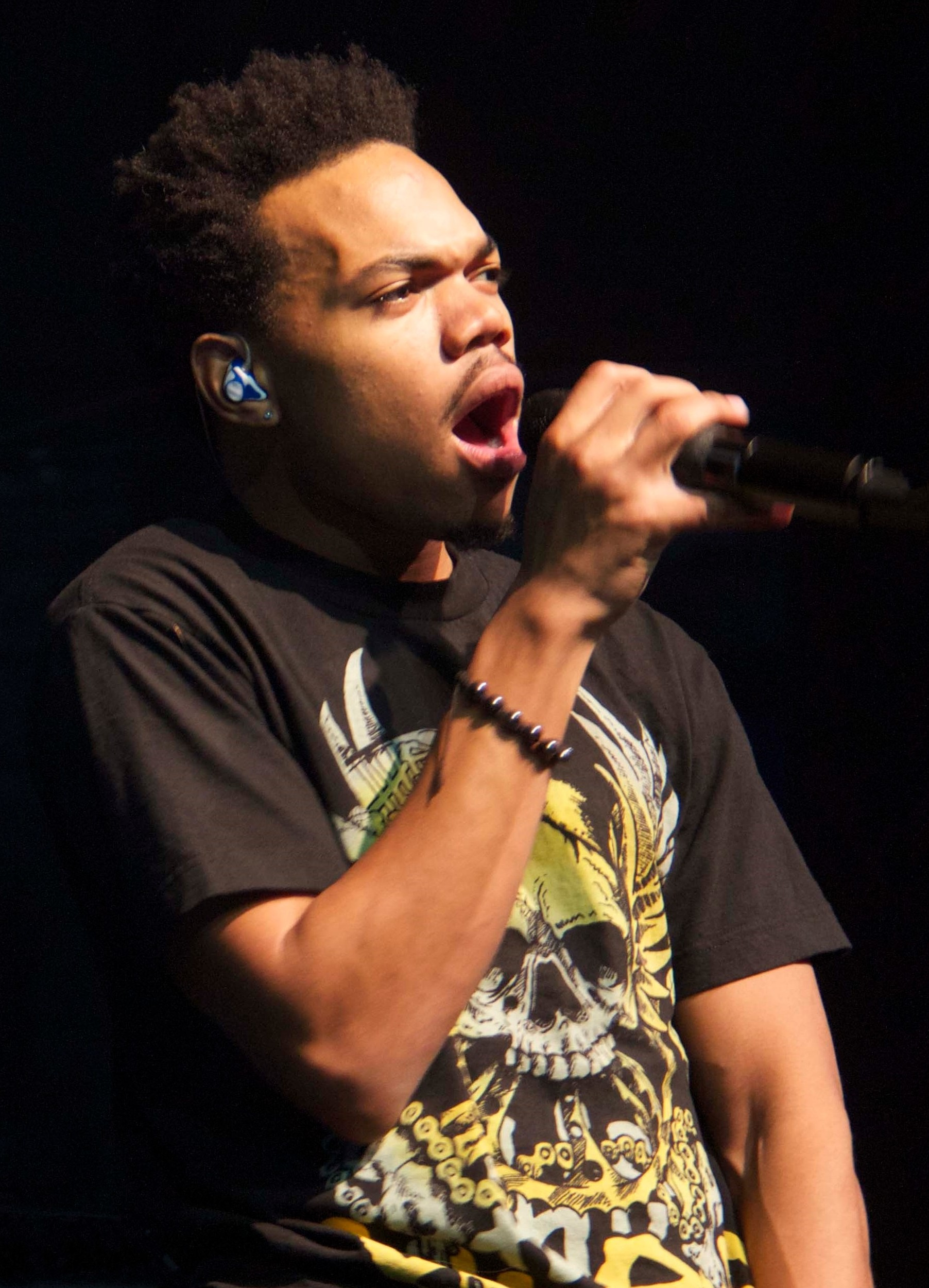
2017年获奖者Chance the Rapper

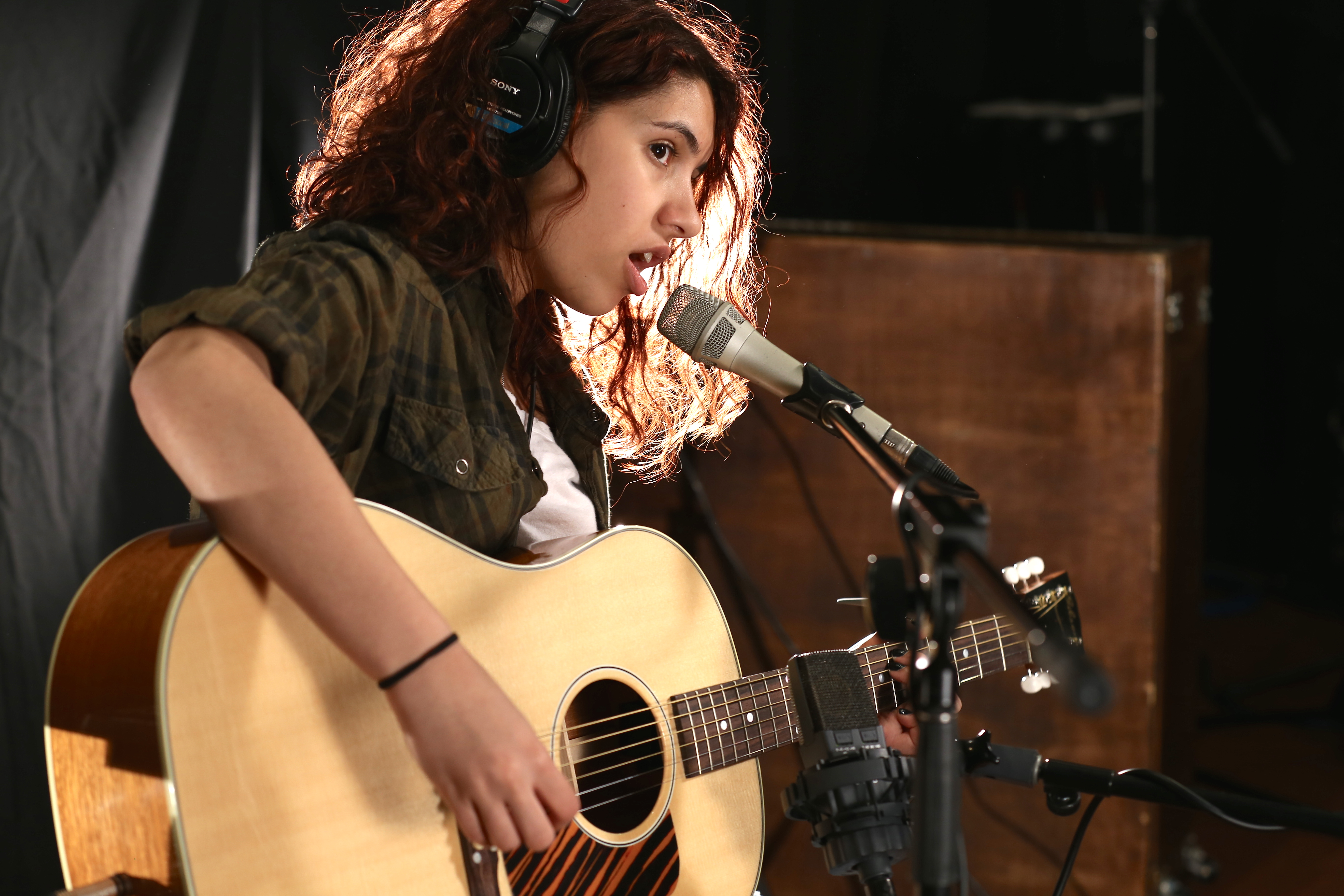
2018年获奖者阿莉希亚·卡拉

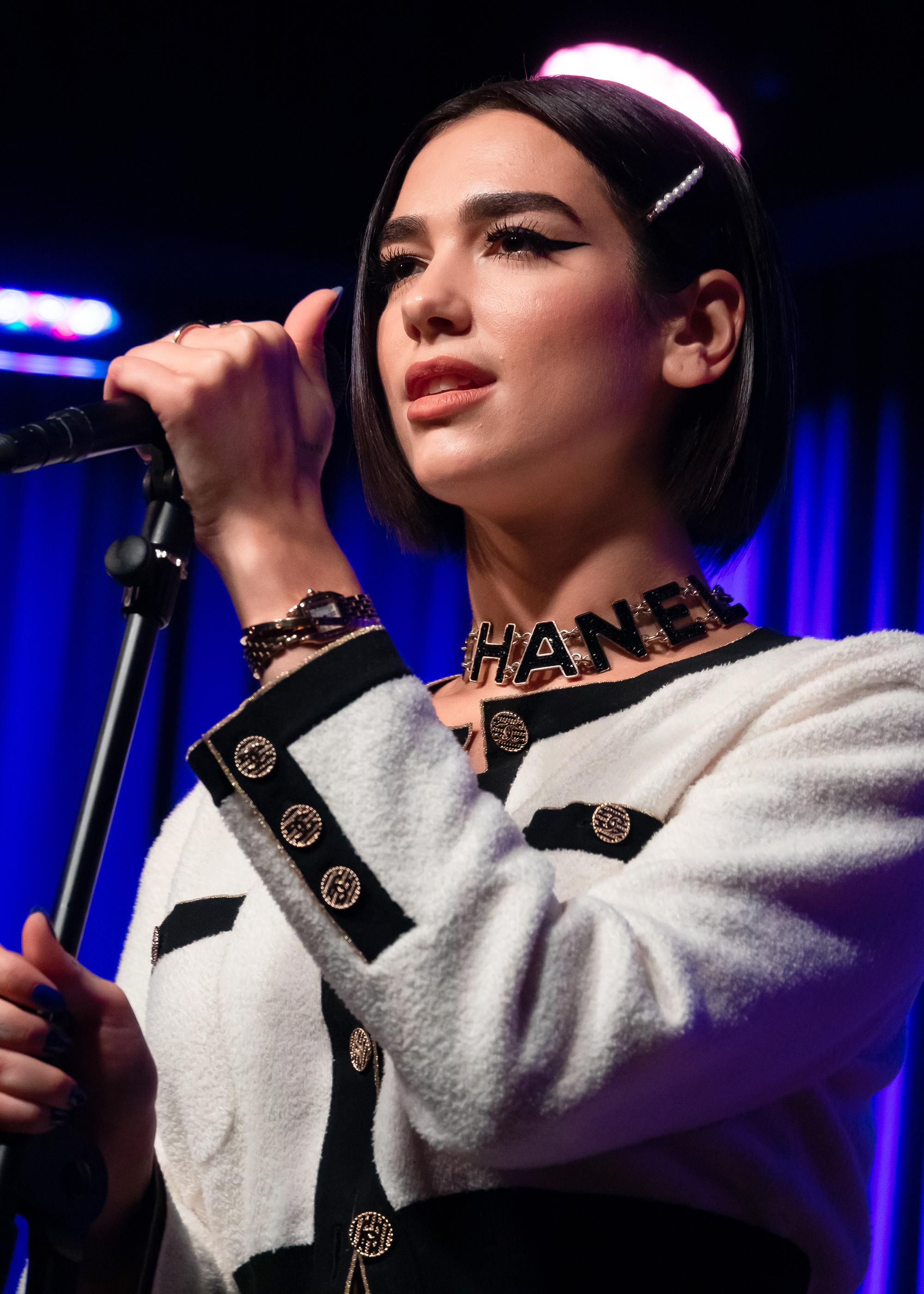
2019年获奖者杜娃·黎波

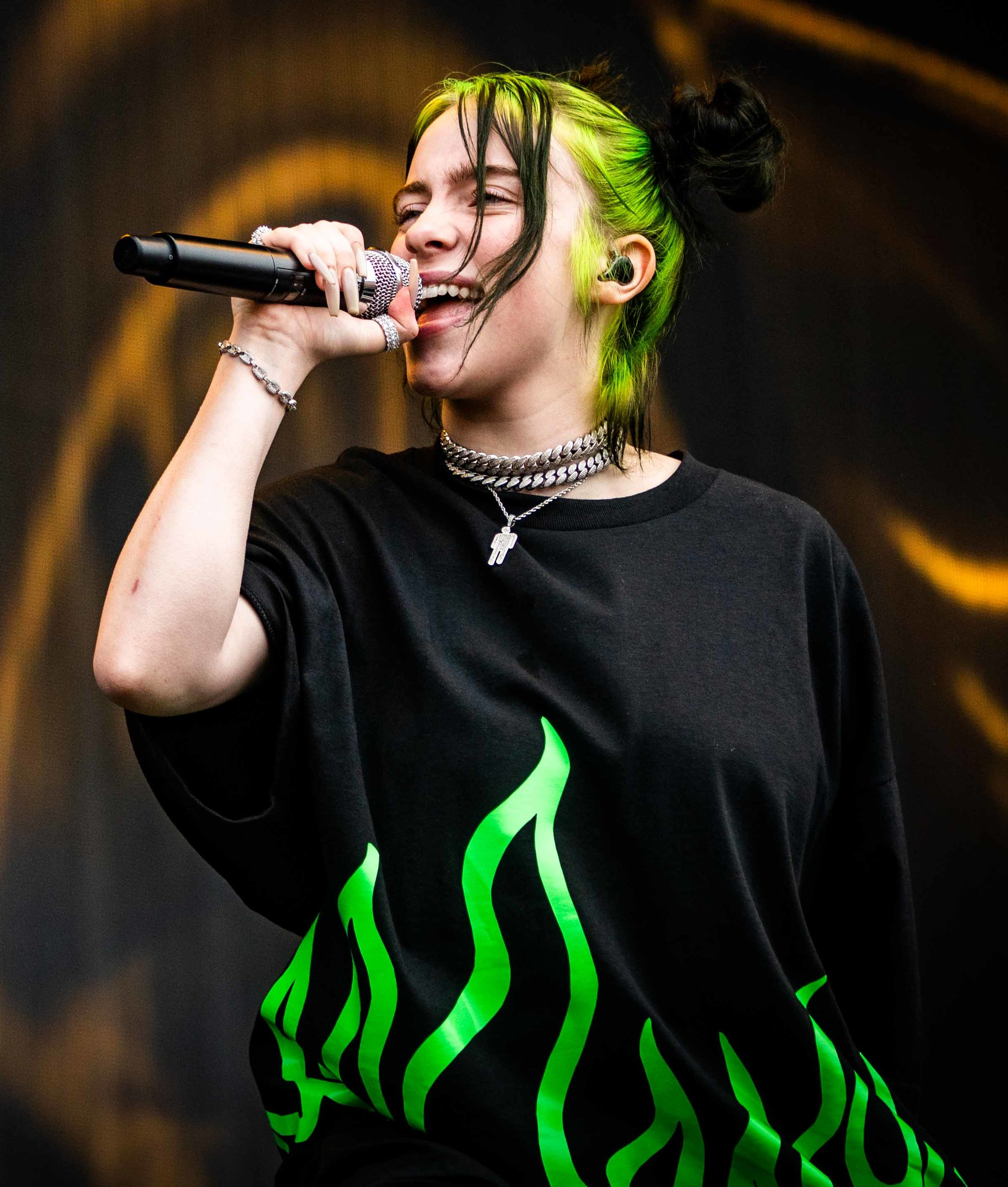
2020年获奖者比莉·艾利什

| 颁奖年份        | 获奖艺人国籍  | 获奖艺人                  | 其他提名者 | 参考来源                        |
| --------------- | ------------- | ------------------------- | --- | ------------------------------- |
| 1959 （第2届）  | 美国          | 巴比·达林                 | - 艾德·拜恩斯 - 馬克·墨菲 - 约翰尼·雷斯蒂沃 - 梅维丝·里夫斯                                                     | [ 7 ] [ 8 ]                     |
| 1961 （第3届）  | 美国          | 鲍勃·纽哈特               | - 四兄弟合唱團 - 米瑞安·馬卡貝 - 李奧汀·普萊絲 - 乔安妮·萨默斯                                                  | [ 9 ] [ 10 ]                    |
| 1962 （第4届）  | 美国          | 彼得·尼洛                 | - 安·玛格丽特 - 迪克·格里高利 - 萊特曼合唱團 - 蒂蜜·尤洛                                                        | [ 11 ] [ 12 ]                   |
| 1963 （第5届）  | 加拿大        | 罗伯特·顾雷特             | - 四季樂團 - 沃恩·米德 - 新克利斯提詩人 - 彼得、保羅和瑪麗 - 艾倫·謝爾曼                                        | [ 13 ] [ 14 ]                   |
| 1964 （第6届）  | 法國          | 史溫格歌手                | - 薇琪·卡爾 - 约翰·加里 - The J's with Jamie - 特里尼·洛佩兹                                                    | [ 15 ] [ 16 ]                   |
| 1965 （第7届）  | 英国          | 披头士乐队                | - 佩图拉·克拉克 - 艾斯楚德·吉尔伯托 - 安東尼奧·卡洛斯·裘賓 - 摩甘娜·金                                          | [ 17 ] [ 18 ]                   |
| 1966 （第8届）  | 英国          | 汤姆·琼斯                 | - 飛鳥樂隊 - 赫尔曼的隐士们 - 霍斯特·扬科夫斯基 - 玛丽莲·梅耶 - 索尼和雪兒 - 格伦·亚伯勒                        | [ 19 ] [ 20 ]                   |
| 1967 （第9届）  | （未授奖）[I] | （未授奖）[I]             | （未授奖）[I]                                                                                                   | [ 21 ] [ 22 ]                   |
| 1968 （第10届） | 美国          | 芭比·金特莉               | - 拉娜·坎特雷尔 - 第五次元合唱團 - Harpers Bizarre - 傑佛森飛船                                                 | [ 23 ] [ 24 ]                   |
| 1969 （第11届） | 美国波多黎各  | 何塞·費利西亞諾           | - Cream - 蓋瑞·帕基特和連結縫細 - 珍妮·C·莱利 - O·C·史密斯                                                      | [ 25 ] [ 26 ] [ 27 ]            |
| 1970 （第12届） | 美国 · 英国   | 克羅斯比、史提爾斯與納許  | - 芝加哥乐队 - 齐柏林飞船 - The Neon Philharmonic - 奥利佛                                                      | [ 28 ] [ 29 ]                   |
| 1971 （第13届） | 美国          | 卡彭特乐队                | - 艾爾頓·約翰 - 梅尔芭·摩尔 - 安玛莉 - 鹧鸪家庭                                                                 | [ 30 ] [ 31 ] [ 32 ]            |
| 1972 （第14届） | 美国          | 卡莉·西門                 | - 蔡斯 - 愛默生、雷克與帕瑪 - Hamilton, Joe Frank & Reynolds - 比爾·威瑟斯                                      | [ 33 ] [ 34 ]                   |
| 1973 （第15届） | 美国          | 亞美利加樂團              | - 哈利·蔡平 - 老鹰乐队 - 羅根斯與美西娜二重唱 - 约翰·普莱恩                                                     | [ 35 ] [ 36 ]                   |
| 1974 （第16届） | 美国          | 貝蒂·蜜勒                 | - 犹米勒·德奥达托 - 莫琳·麥戈文 - 瑪麗·奧斯蒙 - 貝瑞·懷特                                                       | [ 37 ] [ 38 ]                   |
| 1975 （第17届） | 美国          | 馬文·哈姆利奇             | - 壞公司合唱團 - 約翰尼·布里斯托爾 - 大衛·艾塞克斯 - 葛拉漢中央車站合唱團 - 菲比·斯諾                           | [ 39 ] [ 40 ]                   |
| 1976 （第18届） | 美国          | 娜塔莉·科爾               | - 莫里斯·阿尔伯特 - Amazing Rhythm Aces - 布雷克兄弟 - 凱西與陽光樂團                                           | [ 41 ] [ 42 ]                   |
| 1977 （第19届） | 美国          | 星境合唱團                | - 波士顿 - 巴扎德博士的原生态沙凡纳乐团 - 约翰逊兄弟 - 野櫻桃樂團                                               | [ 43 ] [ 44 ]                   |
| 1978 （第20届） | 美国          | 黛比·布恩                 | - 斯蒂芬·畢曉普 - 尚恩·卡西迪 - 外國人合唱團 - 安迪·吉布                                                        | [ 45 ] [ 46 ]                   |
| 1979 （第21届） | 美国          | 蜜糖滋味合唱團            | - 汽車合唱團 - 艾維斯·卡斯提洛 - 克里斯·利亞 - 托托合唱團                                                       | [ 47 ] [ 48 ]                   |
| 1980 （第22届） | 美国          | 瑞奇·李·瓊斯              | - 藍調兄弟 - 險峻海峽 - The Knack - 羅賓·威廉斯                                                                 | [ 49 ] [ 50 ]                   |
| 1981 （第23届） | 美国          | 克里斯多夫·克罗斯         | - 艾琳·卡拉 - 羅比·杜普里 - 艾米·霍蘭德 - 偽裝者合唱團                                                          | [ 51 ] [ 52 ]                   |
| 1982 （第24届） | 英国          | 席娜·伊斯頓               | - 亞當和螞蟻樂團 - 加油合唱團 - 詹姆士·殷格朗 - 路德·范德鲁斯                                                   | [ 53 ] [ 54 ]                   |
| 1983 （第25届） |               | 工作者樂團                | - 亞洲合唱團 - 珍妮弗·霍利德 - 人類聯盟合唱團 - 流浪猫乐队                                                      | [ 55 ] [ 56 ]                   |
| 1984 （第26届） | 英国          | 文化俱樂部                | - 大鄉野合唱團 - 舞韻合唱團 - 無帽子樂團 - Musical Youth                                                        | [ 6 ] [ 57 ] [ 58 ]             |
| 1985 （第27届） | 美国          | 辛蒂·罗波                 | - 希拉·E - 法蘭基到好萊塢樂團 - 科瑞·哈特 - 賈德母女合唱組                                                      | [ 59 ] [ 60 ] [ 61 ]            |
| 1986 （第28届） | 英国          | 莎黛乐队                  | - a-ha - 弗雷迪·杰克逊 - 卡翠娜與波浪樂團 - 朱利安·列侬                                                         | [ 62 ] [ 63 ] [ 64 ]            |
| 1987 （第29届） | 美国          | 布魯斯·宏斯比與方位合唱團 | - 玻璃虎合唱團 - Nu Shooz - 就是紅合唱團 - Timbuk3                                                              | [ 65 ] [ 66 ] [ 67 ]            |
| 1988 （第30届） | 美国          | 茱蒂·華特莉               | - 早餐俱樂部 - 切割大隊 - 泰倫斯·崔特·達比 - 搖擺姊妹                                                           | [ 68 ] [ 69 ] [ 70 ]            |
| 1989 （第31届） | 美国          | 崔西·查普曼               | - 瑞克·艾斯里 - 托妮·柴爾斯 - Take 6 - 凡妮莎·威廉斯                                                            | [ 71 ] [ 72 ] [ 73 ]            |
| 1990 （第32届） | （空缺）[II]  | （空缺）[II]              | - 妮娜·切瑞 - 藍色少女合唱團 - 靈魂靈魂合唱團 - Tone Lōc - 米利瓦尼利（被取消）                                 | [ 74 ] [ 75 ] [ 76 ]            |
| 1991 （第33届） | 美国          | 玛丽亚·凯莉               | - 黑烏鴉合唱團 - The Kentucky Headhunters - 威爾森·菲利浦女子三重唱 - 麗莎·斯坦斯菲爾德                         | [ 77 ] [ 78 ] [ 79 ]            |
| 1992 （第34届） | 美国          | 马克·科恩                 | - 大人小孩雙拍檔 - C+C音樂工廠 - 塗鴉合唱團 - 席尔                                                              | [ 80 ] [ 81 ] [ 82 ]            |
| 1993 （第35届） | 美国          | 揠苗助長合唱團            | - 比利·雷·赛勒斯 - 蘇菲·B·霍金斯 - 克里斯克羅斯二人組 - 強·西卡達                                               | [ 83 ] [ 84 ] [ 85 ]            |
| 1994 （第36届） | 美国          | 唐妮·布蕾斯顿             | - 貝利樂團 - 盲瓜樂團 - Digable Planets - SWV                                                                   | [ 86 ] [ 87 ] [ 88 ]            |
| 1995 （第37届） | 美国          | 雪瑞兒·可洛               | - 爱司基地 - 數烏鴉合唱團 - 實驗失敗的傀儡 - 绿日乐队                                                           | [ 89 ] [ 90 ] [ 91 ]            |
| 1996 （第38届） | 美国          | 混混與自大狂              | - 布兰蒂 - 艾拉妮絲·莫莉塞特 - 瓊·奧斯伯恩 - 仙妮亚·唐恩                                                        | [ 92 ] [ 93 ] [ 94 ]            |
| 1997 （第39届） | 美国          | 黎安·萊姆絲               | - 垃圾合唱團 - 珠儿 - 不要懷疑 - The Tony Rich Project                                                          | [ 95 ] [ 96 ] [ 97 ]            |
| 1998 （第40届） | 美国          | 寶拉·科爾                 | - 費歐娜·艾波 - 艾莉卡‧芭朵 - 吹牛老爹                                                                          | [ 98 ] [ 99 ] [ 100 ]           |
| 1999 （第41届） | 美国          | 勞琳·希爾                 | - 后街男孩 - 安德烈·波伽利 - 南方小鸡 - 娜塔莉·安博莉亚                                                         | [ 101 ] [ 102 ] [ 103 ]         |
| 2000 （第42届） | 美国          | 克里斯蒂娜·阿奎莱拉       | - 梅茜·葛蕾 - 摇滚小子 - 布兰妮·斯皮尔斯 - 蘇珊·塔德琪                                                          | [ 104 ] [ 105 ] [ 106 ]         |
| 2001 （第43届） | 美国          | 谢尔比·林恩               | - 布拉德·帕斯利 - 蟑螂老爹 - 吉尔·斯科特 - 西斯科                                                               | [ 107 ] [ 108 ] [ 109 ]         |
| 2002 （第44届） | 美国          | 艾莉西亞·凱斯             | - 印蒂雅·艾瑞 - 妮莉·费塔朵 - 大衛·格雷 - 林肯公园                                                              | [ 110 ] [ 111 ] [ 112 ]         |
| 2003 （第45届） | 美国          | 诺拉·琼斯                 | - 亚香缇 - 米歇尔·布兰奇 - 艾薇儿·拉维尼 - 约翰·梅尔                                                            | [ 113 ] [ 114 ] [ 115 ]         |
| 2004 （第46届） | 美国          | 伊凡塞斯                  | - 50 Cent - 威恩水泉 - 希瑟·海德利 - 尚恩·保罗                                                                  | [ 116 ] [ 117 ] [ 118 ]         |
| 2005 （第47届） | 美国          | 魔力红                    | - 寂寞男孩樂團 - 乔丝·史东 - 肯伊·威斯特 - 格雷琴·威尔逊                                                        | [ 119 ] [ 120 ] [ 121 ]         |
| 2006 （第48届） | 美国          | 約翰·傳奇                 | - 席亞拉 - 打倒男孩 - 基音樂團 - 甜園合唱團                                                                     | [ 122 ] [ 123 ]                 |
| 2007 （第49届） | 美国          | 凯莉·安德伍德             | - 詹姆仕·布朗特 - 克里斯·布朗 - 伊莫珍·希普 - 肯妮·貝兒                                                         | [ 124 ] [ 125 ] [ 126 ]         |
| 2008 （第50届） | 英国          | 艾米·怀恩豪斯             | - 妃絲特 - 萊德希 - 帕拉莫尔 - 泰勒絲                                                                           | [ 127 ] [ 128 ]                 |
| 2009 （第51届） | 英国          | 阿黛尔                    | - 黛菲 - 乔纳斯兄弟 - 懷舊女郎 - 贾斯麦恩·苏莉万                                                                | [ 129 ] [ 130 ] [ 131 ]         |
| 2010 （第52届） | 美国          | 柴克·布朗樂團             | - 凯莉·希尔森 - MGMT - 輕拾銀日樂團 - 丁丁乐队                                                                  | [ 132 ] [ 133 ] [ 134 ]         |
| 2011 （第53届） | 美国          | 愛絲佩藍薩·斯伯汀         | - 德雷克 - 芙蘿倫絲機進份子 - 贾斯汀·比伯 - 蒙福之子樂團                                                        | [ 135 ] [ 136 ]                 |
| 2012 （第54届） | 美国          | 美好冬季樂團              | - The Band Perry - J·科爾 - 妮琪·米娜 - 史奇雷克斯                                                              | [ 137 ] [ 138 ] [ 139 ]         |
| 2013 （第55届） | 美国          | 歡樂.樂團                 | - 阿拉巴馬雪克樂團 - 亨特·海耶斯 - 魯米尼爾樂團 - 弗兰克·奥申                                                   | [ 140 ] [ 141 ] [ 142 ]         |
| 2014 （第56届） | 美国          | 麥可莫与萊恩·路易斯[III]  | - 詹姆斯·布雷克 - 肯德里克·拉马尔 - 凯茜·马斯格雷夫斯 - 艾德·希兰                                               | [ 143 ] [ 144 ] [ 145 ]         |
| 2015 （第57届） | 英国          | 山姆·史密斯               | - 巴士底樂團 - 布兰迪·克拉克 - 海慕樂團 - 伊基·阿塞莉娅                                                         | [ 146 ] [ 147 ] [ 148 ]         |
| 2016 （第58届） | 美国          | 梅根·崔娜                 | - 考特妮·巴尼特 - 詹姆斯·貝 - 山姆·亨特 - 托莉·凯利                                                             | [ 149 ] [ 150 ] [ 151 ]         |
| 2017 （第59届） | 美国          | 饶舌者钱斯                | - 凱爾茜·巴勒里尼 - 马伦·摩尔斯 - 安德森·帕克 - 老菸槍雙人組                                                    | [ 152 ] [ 153 ] [ 154 ] [ 155 ] |
| 2018 （第60届） | 加拿大        |                           | - 哈立德 - Lil Uzi Vert - 茱莉亞·麥可斯 - SZA                                                                   | [ 156 ] [ 157 ]                 |
| 2019 （第61届） | 英国          | 杜娃·黎波                 | - Chloe x Halle - 盧克·庫姆斯 - Greta Van Fleet - H.E.R. - 馬戈·普萊斯 - 碧碧·瑞茲莎 - 乔雅·史密斯              | [ 158 ] [ 159 ] [ 160 ]         |
| 2020 （第62届） | 美国          | 怪奇比莉                  | - Black Pumas - 納斯小子 - 麗珠 - 玛姬·罗杰斯 - Tank and the Bangas - Yola                                      | [ 161 ] [ 162 ]                 |
| 2021 （第63届） | 美国          | 梅根·西·斯塔莉安          | - Ingrid Andress - Phoebe Bridgers - Chika - 诺亚·赛勒斯 - D Smoke - Doja Cat - Kaytranada                      | [ 163 ]                         |
| 2022 （第64屆） | 美国          | 奧莉維亞·羅德里戈         | - 阿魯吉·阿夫塔布 - 占美·亞倫 - 寶貝基姆 - 菲尼亞斯 - 易碎動物 - 日式早餐 - 樂洛伊小子 - 阿洛·帕克斯 - 薩維蒂   | [ 164 ]                         |
| 2023 （第65屆） | 美国          | 薩馬拉·喬伊               | - 阿妮塔 - 奧馬爾·阿波羅 - 多米和JD·貝克 - 拉托 - 天際月光樂隊 - 穆尼·朗 - 托貝·紐維吉 - 莫莉·塔特爾 - 好濕的腿 | [ 165 ]                         |
| 2024 （第66屆） | 美国          | 維多利亞·莫奈             | - 葛蕾西·亞伯拉罕 - 弗雷德·吉布森 - 冰辣妹 - 果冻卷 - 可可·琼斯 - 诺亚·卡汉 - 战争与条约                        | [ 166 ]                         |
| 2025 （第67屆） | 美国          | 查普爾·羅恩               | - 班森·布恩 - 莎賓娜·卡本特 - Doechii - Khruangbin - 蕾伊 - Shaboozey - 靈魂巨人泰迪                            | [ 167 ]                         |

注：
1. ^[I]  本届格莱美奖中没有设立“最佳新人”这一奖项，其具体原因未予公布。[168]
2. ^[II]  本届格莱美奖最佳新人最初颁发给了米利瓦尼利，但随后证实其专辑中的歌曲非乐队成员演唱。该乐队所获得的最佳新人奖也因此被取消，当年的奖项没有补发给其他艺人，就此留下空缺。[169]
3. ^[III]  以双人组合“麥可莫與萊恩·路易斯（英语：Macklemore & Ryan Lewis）”的名义获奖。

## 最佳新人的诅咒
許多艺人在获得格莱美奖最佳新人之后，事业就无法再达到刚出道时的成功，这一现象在1970年代末至1980年代初尤为突出，被称作“最佳新人的诅咒”。1977年的最佳新人获奖者星境合唱團前成员塔菲·丹诺夫在2002年接受VH1采访时就说到自己乐队当时获得了五项提名，其中包括最佳新人在内的两项获奖，“基本上相当于与死神接吻了”。她还说：“我为每一位最佳新人得主感到遗憾。”
“最佳新人”对艺人来说既是嘉奖，但也限制了其发展的空间。迅速成名并获奖之后的艺人往往难以满足公众过高的期望，也难以再次达到之前的高度。杂志曾引用波士顿学院教授斯宾塞·哈里森（Spencer Harrison）的观点，认为这一奖项可能将获奖者局限在某个特定的市场，而公众也对获奖者的音乐风格产生了固定的印象和过高的期望，从而限制了艺人风格的创新。另一方面，这些迅速获得成功的新人缺乏长期成功艺人的经验，对音乐产业中的隐性知识不够了解，难以在公众需求和艺术追求中找到平衡。此外，这些过早获得成功的艺人还容易过度关注作品的结果，而忽视了其艺术创作的过程。

## 争议

### 米利瓦尼利丑闻
1990年格莱美奖最佳新人最初颁发给了德国二人团体米利·瓦尼利（Milli Vanilli），该团体由法博·莫尔文（Fab Morvan）与罗伯·皮拉特斯（Rob Pilatus）二人组成，其发行的首张专辑《Girl You Know It's True》在全球获得广泛成功。然而不久之后，媒体曝光出该组合的丑闻，证实莫尔文与皮拉特斯二人没有参与专辑中任何一首歌曲的演唱，其所有的表演均为假唱，专辑中演唱歌曲的歌手另有其人。其制作人随后于1990年11月14日承认，莫尔文与皮拉特斯二人确实没有演唱过专辑中的歌曲。丑闻一经曝光便引发巨大轰动，国家录音艺术科学学院四天后宣布撤销其当年所获得的最佳新人奖，当年的这一奖项因此留空，这也成为格莱美奖历史上唯一一次取消已获奖者的奖项。

### 评选资格争议
格莱美奖最佳新人被称作格莱美奖中规则最复杂的一项，其中对“新人”的界定引发了诸多争议。音樂史上有多位知名歌手因规则限制而无法获得提名：例如惠特妮·休斯顿的首张专辑于1985年发行，但由于她在1984年時发行过一支合唱单曲，1986年格莱美奖认定她不属于“新人”，因此她失去了最佳新人的提名资格；2010年格莱美奖中，在前一年大获成功的新人女神卡卡也因为规则限制而无法获得最佳新人的提名，她此前凭借单曲《Just Dance》获得了2009年格莱美奖的提名，按照当时的规则，已经获得过格莱美奖提名的艺人将失去最佳新人的评选资格。國家錄音藝術科學學院在此后更改了最佳新人的评选规则，自次年起，只要在提名有效期内有专辑发行，且此前未发行过完整专辑以及未获得过格莱美奖的艺人亦可获得最佳新人的评选资格。
然而在2014年格莱美奖中，艾德·希兰获得最佳新人提名，再次引发争议。艾德·希兰的首张专辑《+》已于2012年发行，媒体质疑其并不符合最佳新人的评选资格，美国娱乐媒体Zap2it甚至指责最佳新人的评选“基本没有规则”。格莱美奖对此作出官方解释，明确了最佳新人的评选规则。奖项要求歌手或团体在评选有效资格期内有作品发行，并且凭此作品使公众首次认同其“表演艺人”的身份，这一作品不一定是艺人的首个作品或首张专辑。因此，若此前获得过格莱美奖表演类奖项的提名，艺人将不能获得最佳新人的提名，除非该艺人此前获得的提名是客串其他歌手的唱片或单曲，或该艺人未发行过完整专辑。官方解释称，艾德·希兰此前获得的年度歌曲是以词曲创作人身份获得的创作类奖项，并非表演类奖项；而他在当年亦有作品发行，因而严格来说仍符合提名资格，可以以表演艺人的身份获得当年最佳新人提名。
2016年6月，国家录音艺术科学学院更新了最佳新人的评审规则，不再要求艺人在提名有效期内发行专辑，只要求入围者发行过至少5支单曲/歌曲或一张专辑，但最多不得超过30支单曲/歌曲或3张专辑。已经三次入围此奖项的艺人或团体将不得再次入围，其中包括曾以团体成员身份入围，但在前一年获得独唱事业突破的个人。2020年这一规则再次改变，自第63届格莱美奖开始不再对入围者发行作品的数量设限，而是交由专门的审查委员会负责确定每个报名艺人是否在提名有效期内首次获得事业突破或成就。若委员会裁定艺人在提名有效期之前已经获得事业突破或成就，则取消其入围资格。